# جشنواره بین‌المللی فیلم تورنتو
جشنواره بین‌المللی فیلم تورنتو (به انگلیسی: Toronto International Film Festival، به‌صورت مخفف TIFF) یک جشنواره فیلم غیررقابتی عمومی است که سپتامبر هر سال در تورنتو، انتاریو، کانادا برگزار می‌شود. این جشنواره پنجشنبه شب پس از روز جهانی کارگر (که در کانادا نخستین دوشنبه سپتامبر است) آغاز می‌شود و تا ده روز به درازا می‌کشد. در هر دوره بین ۳۰۰ تا ۴۰۰ فیلم در حدود ۳۷ سینما در مناطق مرکزی تورنتو به نمایش گذاشته می‌شوند.
مجموع تماشاگران این جشنواره، در سال‌های اخیر بیش از ۲۵۰٬۰۰۰ نفر برای هر دوره بوده‌است که در سال ۲۰۰۹ به بالاترین حد خود رسید. در این دوره ۲۸۷٬۰۰۰ نفر از عموم مردم و اهالی سینما با خرید بلیت در سالن‌های نمایش حضور یافتند و افزون بر آن بیش از ۲۳۹٬۰۰۰ نفر در نمایش عمومی میدان یانگ-داندس فیلم‌ها را به صورت رایگان تماشا کردند.

## تاریخچه
جشنواره تورنتو از سال ۱۹۷۶ با عنوان «جشنواره جشنواره‌ها» آغاز به‌کار کرد. در نخستین سال برگزاری این جشنواره بیش از ۳۵ هزار نفر از بیش از ۳۰ کشور جهان در آن حضور یافتند. تا سال ۲۰۰۹، تعداد بازدیدکنندگان از ۳۳۶ فیلم از ۶۴ کشور جهان به بیش از نیم میلیون نفر رسید.
جشنواره فیلم تورنتو طی دهه‌های گذشته به یکی از معتبرترین رویدادهای هنری و سینمایی جهان تبدیل شده‌است. در سال ۱۹۹۸ مجله ورایتی این جشنواره را از لحاظ کیفیت فیلم‌ها، ستاره‌ها و عملکرد بازار فیلم‌ها، دارای رتبه دوم پس از جشنواره فیلم کن برشمرد.

## برنامه
برنامه‌های جشنواره بین‌المللی فیلم تورنتو عبارتند از، فیلم‌های اول کانادایی، گنبد کانادا، مروری بر آثار کانادایی، سینمای معاصر جهان، دیالوگ: حرف زدن با تصاویر، بخش ویژه مستند، فیلم‌های کوتاه، نمایش‌های ویژه و غیره است.

## جوایز

### جایزهٔ برگزیدهٔ مردم
با توجه به این‌که جشنواره فیلم تورنتو یک جشنواره غیررقابتی است، بنابراین بخش مسابقه رسمی و هیئت داوران ندارد اما در پایان بهترین فیلم با آرای تماشاگران انتخاب می‌شود.
| سال  | فیلم                             | کارگردان(ها)          |
| ---- | -------------------------------- | --------------------- |
| ۱۹۷۸ | دوست دختر                        | کلودیو ویل            |
| ۱۹۷۹ | بهترین پسر                       | ایرا وول              |
| ۱۹۸۰ | زمانبندی بد                      | نیکلاس روگ            |
| ۱۹۸۱ | ارابه‌های آتش                     | هیو هادسن             |
| ۱۹۸۲ | طوفان                            | پل مازورسکی           |
| ۱۹۸۳ | اندوه شدید                       | لارنس کاسدان          |
| ۱۹۸۴ | مکان‌هایی در قلب                  | رابرت بنتون           |
| ۱۹۸۵ | گزارش رسمی                       | لوئیس پوئنسو          |
| ۱۹۸۶ | افول امپراتوری آمریکا            | دنیس آرکند            |
| ۱۹۸۷ | عروس شاهزاده                     | راب رینر              |
| ۱۹۸۸ | زنان در آستانه فروپاشی عصبی      | پدرو آلمودوار         |
| ۱۹۸۹ | راجر و من                        | مایکل مور             |
| ۱۹۹۰ | سیرانو دو برژراک                 | ژان پل راپنو          |
| ۱۹۹۱ | شاه ماهیگیر                      | تری گیلیام            |
| ۱۹۹۲ | تالار رقص                        | باز لورمن             |
| ۱۹۹۳ | اسنپر                            | استیون فریرز          |
| ۱۹۹۴ | کشیش                             | آنتونیا برد           |
| ۱۹۹۵ | آنتونیا                          | مرلین گوریس           |
| ۱۹۹۶ | درخشش                            | اسکات هیکز            |
| ۱۹۹۷ | باغ اعدام                        | تام فیتزجرالد         |
| ۱۹۹۸ | زندگی زیباست                     | روبرتو بنینی          |
| ۱۹۹۹ | زیبایی آمریکایی                  | سام مندس              |
| ۲۰۰۰ | ببر خیزان، اژدهای پنهان          | انگ لی                |
| ۲۰۰۱ | سرنوشت شگفت‌انگیز املی پولن       | ژان-پیر ژونه          |
| ۲۰۰۲ | سوارکار نهنگ                     | نیکی کارو             |
| ۲۰۰۳ | زاتوایچی                         | تاکشی کیتانو          |
| ۲۰۰۴ | هتل رواندا                       | تری جرج               |
| ۲۰۰۵ | ساتسی                            | گوین هود              |
| ۲۰۰۶ | بلا                              | آلخاندرو گومز مونتورد |
| ۲۰۰۷ | قول‌های شرقی                      | دیوید کراننبرگ        |
| ۲۰۰۸ | میلیونر زاغه‌نشین                 | دنی بویل              |
| ۲۰۰۹ | گرانبها                          | لی دنیلز              |
| ۲۰۱۰ | سخنرانی پادشاه                   | تام هوپر              |
| ۲۰۱۱ | حالا کجا برویم؟                  | نادین لبکی            |
| ۲۰۱۲ | دفترچه امیدبخش                   | دیوید او. راسل        |
| ۲۰۱۳ | ۱۲ سال بردگی                     | استیو مک‌کوئین         |
| ۲۰۱۴ | بازی تقلید                       | مورتن تیلدام          |
| ۲۰۱۵ | اتاق                             | لنی آبراهامسون        |
| ۲۰۱۶ | لا لا لند                        | دیمین شزل             |
| ۲۰۱۷ | سه بیلبورد خارج از ابینگ، میزوری | مارتین مک‌دونا         |
| ۲۰۱۸ | کتاب سبز                         | پیتر فارلی            |
| ۲۰۱۹ | خرگوش جوجو                       | تایکا وایتیتی         |